# Rudolf Hasse
Rudolf Hasse (ur. 30 maja 1906 roku w Mittweidzie, zm. 12 sierpnia 1942 roku) – niemiecki kierowca wyścigowy. Zginął podczas walk na froncie wschodnim w Rosji.

## Kariera
W swojej karierze wyścigowej Hasse poświęcił się startom w wyścigach Grand Prix. W 1934 roku odniósł zwycięstwo w Eifelrennen na słynnym torze Nürburgring. W latach 1936-1939 był kierowcąAuto Union w Mistrzostwach Europy AIACR. W pierwszym sezonie startów z dorobkiem 24 punktów uplasował się na dziesiątej pozycji w klasyfikacji generalnej. Rok później odniósł zwycięstwo w Grand Prix Belgii. Uzbierane 28 punktów dało mu siódme miejsce w końcowej klasyfikacji kierowców. W sezonie 1938 został sklasyfikowany na czternastej pozycji. W 1939 roku stanął na drugim stopniu podium Grand Prix Belgii. Z dorobkiem dwudziestu punktów uplasował się na szóstym miejscu w klasyfikacji generalnej.